# Speculum Orbis Terrae

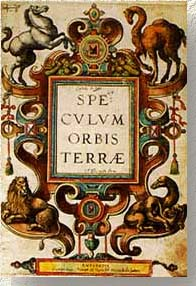
Página inicial del Speculum Orbis Terrae, Amberes, 1593..

Speculum Orbis Terrae es un atlas publicado por Cornelis de Jode en Amberes en 1593. Se trata de una continuación y ampliación del atlas que su padre, Gerard de Jode, había dejado incompleto a su muerte en 1591, con el que a su vez trataba de ampliar y mejorar el que él mismo había publicado en dos volúmenes en 1578 con el título Speculum Orbis Terrarum. 
Ambas publicaciones pretendían competir con el Theatrum Orbis Terrarum de Abraham Ortelius, que desde su primera impresión en 1570 había gozado de considerable éxito y numerosas reimpresiones, monopolizando el mercado. Sin embargo, y aunque los mapas de los Jode se consideran generalmente superiores a los de Ortelius por la limpieza de su estilo y la calidad de los detalles, la obra no se vendió bien y subsisten pocos ejemplares.
A la muerte de Cornelis de Jode, en 1600, las planchas de cobre con los grabados utilizados para la confección del atlas se vendieron a J. B. Vrients, quien a su vez estaba en posesión de las planchas de Ortelius, y la obra completa no se volvió a publicar aunque pudo editarse algún mapa suelto.